# Daniel Mitidiero
Daniel Mitidiero é um advogado, professor de direito e escritor brasileiro.

## Biografia
Graduou-se em Direito pela Universidade Luterana do Brasil (Ulbra) em 2002. Concluiu o doutorado em Direito pela Universidade Federal do Rio Grande do Sul (UFRGS) em 2007. Fez pós-doutorado em Direito em duas instituições internacionais. Em 2013 na Itália pela Facoltà di Giurisprudenza dell’Università degli Studi di Pavia (UNIPV) e em 2023 na Escócia pela University of Edinburgh.
É docente de Direito Processual Civil nos cursos de graduação, mestrado e doutorado da Faculdade de Direito da Universidade Federal do Rio Grande do Sul (UFRGS), além de exercer a advocacia.
Tem 39 livros e vários artigos publicados na sua área de Direito no Brasil e no exterior e já conquistou dois prêmios Jabutis na área de escrita literária jurídica.
Durante as eleições de 2018, assinou um manifesto de apoio ao candidato Jair Bolsonaro, porém em 2020 manifestou-se em suas redes sociais retirando o apoio ao então presidente.

## Prêmios
| Ano  | Obra                                                                  | Categoria | Premiação         |
| ---- | --------------------------------------------------------------------- | --------- | ----------------- |
| 2017 | Comentários ao Código de Processo Civil - Coleção Completa 17 Volumes | Direito   | 59º Prêmio Jabuti |
| 2009 | Código de Processo Civil – Comentando Artigo por Artigo               | Direito   | 51º Prêmio Jabuti |